# Evil Needs Candy Too
Evil Needs Candy Too è il primo album in studio del gruppo musicale power metal italiano Trick or Treat, pubblicato nel 2006.

## Tracce
1. It's Snack Time
2. Evil Needs Candy Too
3. Time for Us All
4. Like Donald Duck
5. Girls Just Want to Have Fun (Cyndi Lauper cover)
6. Joyful in Sadness
7. Sunday Morning in London
8. Who Will Save the Hero
9. Back as a Pet
10. Perfect Life
11. Back to Life
12. Neverending Story (Limahl cover) (Bonus Track)

## Formazione
- Alessandro Conti - voce
- Guido Benedetti - chitarra
- Luca Cabri - chitarra
- Leone Villani Conti - basso
- Nicola Tomei - batteria